# Ligne de Kerava à Lahti
La ligne de Kerava à Lahti (finnois : Kerava–Lahti-oikorata, dite aussi ligne directe de Lahti (finnois : Lahden oikorata), est une ligne de chemin de fer, à double voie électrifiée, du réseau de chemin de fer finlandais qui relie Kerava à Lahti.

## Histoire
La ligne est mise en service le 3 septembre 2006.